# Råstock, Stockholm

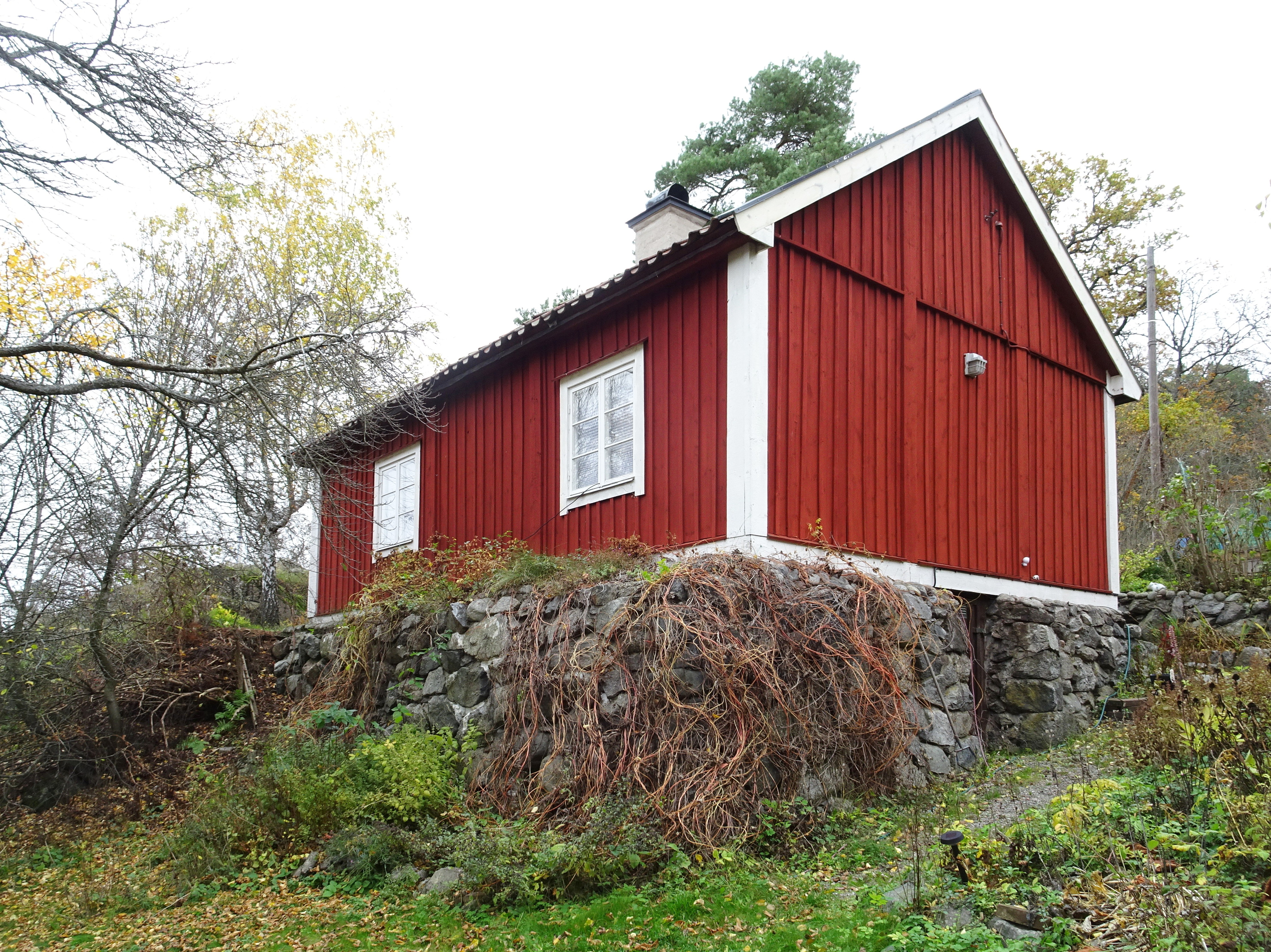
Före detta krogen Råstock, 2019.

Råstock eller Rostock var ett torp och tillika sjökrog under Sätra gård i Brännkyrka socken, Stockholms kommun. Under tiden 1665-1813 bedrevs krogverksamhet. Torpet ligger inom Sätraskogens naturreservat och vid Sätra varv.

## Historia

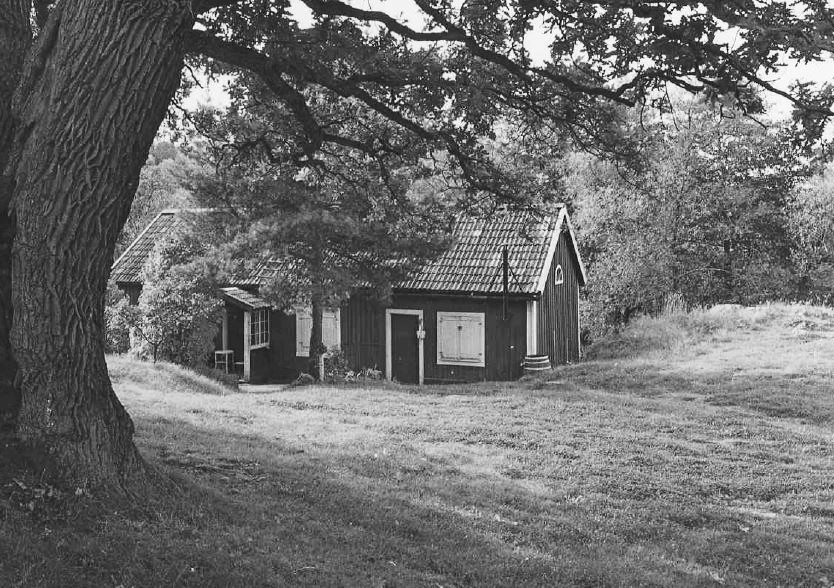
Råstock efter upprustningen 1962.

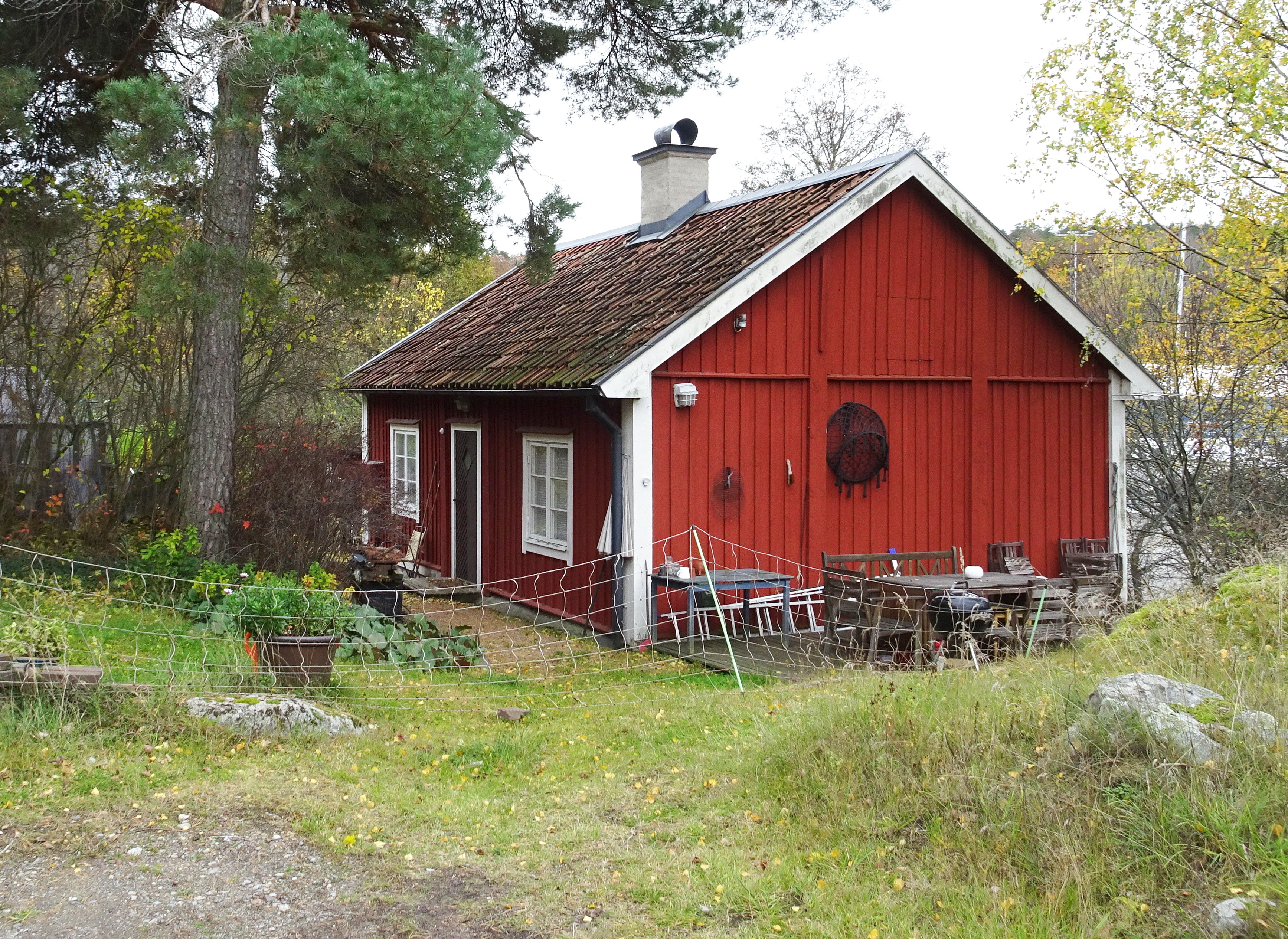
Före detta krogen Råstock, 2019.

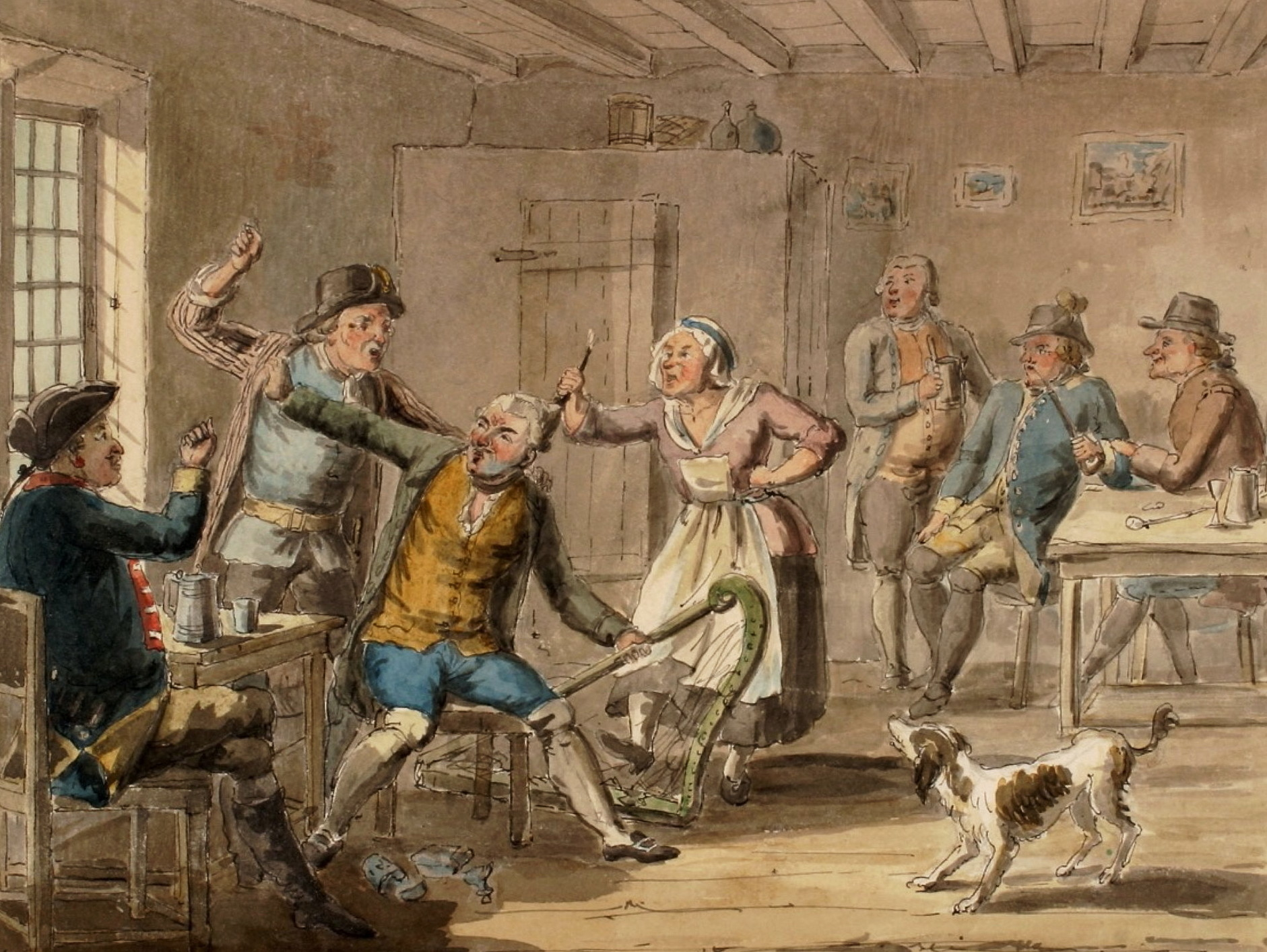
Fredmans epistel nr 45: "Huruledes Mollberg lider oskyldigt på krogen Rostock", illustration av Elis Chiewitz omkring 1800.

Torpet omnämns år 1628. Från år 1665 nämns första gången att man håller krog.
Den tidens krogverksamhet innebar en värmestuga (i Råstocks fall tre rum och kök) där man kunde köpa ett glas brännvin och äta medhavd mat. Stället nyttjades främst av Mälarens bönder som färdades med båt eller vintertid med släde över isen till Stockholm för att marknadsföra sina produkter. Namnet kommer troligtvis från den tyska sjöstaden Rostock. År 1775 kom Carl Michael Bellman, vars svåger innehade det närbelägna Hägerstens gård, till krogen. 
Sång nr 65 återger tillfället:
"Men vid en knut en prålande skylt för ögonen börjar att glimma; Torpet nu syns bland skuggrika trän, av aspar och lönnar och alar, Inom hvars hägn en rinnande bäck försvinner i vikar och dalar."
Bara sju år senare avgav Johan Fischerström, vilken landsteg vid Råstock under en seglats, en annan bild än nationalskaldens:
"Byggningen på Rostock var usel. En gammal gumma och en katt voro de enda levande jag såg där. I stugan hängde framför fönstret, i långa utklippta papper, några rödlökar vilka där artigt utspirade, till bevis av vad saftighet denna matnyttiga växten äger."
Den siste krögaren hette Erik Jönsson och dog 1812 varvid änkan tvingades stänga året efter. Några decennier senare blev Råstock utkonkurrerat av det närbelägna Arboga kök. Vid slutet av 1870-talet anlades ett mindre varv vid Råstock, Sätra varv. Torpet utgjorde därför mellan åren 1878 fram till omkring sekelskiftet bostad för varvsbyggmästaren, Nils Nilsson. 
Torpet förföll under första delen av 1900-talet men rustades upp under 1960-talet. Husets grund, skorstensstock samt tre st 1700-tals kakelugnar och innerdörrar utgör idag torpets ursprungliga delar. I anslutning till torpet finns en liten trädgård med fruktträd, köks- och medicinalväxter.

## Fredmans epistel n:o 45
En av Bellmans figurer, Mollberg, blev slagen för han lade sig i Polens affärer. Fredmans epistel n:o 45 berättar om händelsen: Til Fader Mollberg rörande hans Harpa, och tillika et slags ad notitiam at Mollberg led oskyldigt på Krogen Rostock. Enligt bland annat Björn Hasselblad (Stockholmskvarter) ägde händelsen rum på Källaren Rostock vid Västerlånggatan 45 i Gamla stan. Enligt Stockholmskällan visar Elis Chiewitz, som illustrerade situationen, interiören av sjökrogen Råstock i södra Stockholm. Och i Stadsmuseets registerkort för gamla krognamn finns en anmärkning under "Rostock" på Västerlånggatan: Förväxla ej detta Rostock med det i Fredmans ep. 45".